# Franz Werfel
Pour les articles homonymes, voir Werfel.
Franz Werfel, né le 10 septembre 1890 à Prague et mort le 26 août 1945 à Beverly Hills (États-Unis), est un poète, romancier et dramaturge autrichien. Werfel est un des protagonistes du courant expressionniste de l'entre-deux-guerres. Ses principaux thèmes sont la musique, l'histoire et la foi catholique (sans être catholique lui-même).

## Biographie
Franz Werfel est issu de la bourgeoisie juive-allemande de Prague. Par sa gouvernante et par sa scolarité dans un établissement privé, son enfance est imprégnée de la foi catholique. Lycéen, il se lie d'amitié avec Max Brod et Franz Kafka. En 1909, il obtient le baccalauréat au lycée Deutsches Gymnasium de Prague.
Il effectue son service militaire de 1911 à 1912 puis travaille pour la maison d'édition Kurt Wolff Verlag à Leipzig, L'Ami du monde, son premier recueil poétique paraît en 1911 et suscite l'enthousiasme de Kafka. De 1915 à 1917, il est soldat dans l'armée autrichienne.
À partir de 1919, Franz Werfel vit avec Alma Mahler-Gropius, fille du peintre Emil Jakob Schindler, veuve du compositeur Gustav Mahler et épouse de l'architecte Walter Gropius dont elle divorce en 1920. Musicienne et grande dame du monde intellectuel viennois, Alma aura une grande influence sur lui ; ils se marient en 1929.
Son roman Le coupable, c'est la victime paraît en 1920, la Mort du petit-bourgeois en 1928 puis Le Passé ressuscité en 1927.
Il est un des rares écrivains de son époque à avoir dénoncé le génocide arménien dans son roman Les Quarante Jours du Musa Dagh, paru fin 1933, « qui raconte la résistance de villageois arméniens au génocide programmé par Enver Pacha et ses Turcs ».
En 1938, le couple fuit devant les troupes allemandes et se réfugie en France, à Sanary-sur-Mer. Après la débâcle française, en juin 1940, ils fuient à Lourdes où Werfel s'intéresse à Bernadette Soubirous, sainte catholique très populaire, et à ses visions de la Vierge dans une grotte près de Lourdes. Il fait le vœu d'écrire un livre sur Bernadette s'il est sauvé ("Si j'arrivais à m'échapper et à atteindre le rivage d'Amérique, la première chose que j'écrirais serait Le Chant de Bernadette").
Après la traversée des Pyrénées avec Heinrich Mann et Golo Mann, frère et fils de Thomas Mann, le couple arrive au Portugal d'où ils émigrent aux États-Unis.
Alma et lui arrivent fin 1940 à Hollywood, près de chez Thomas Mann, Arnold Schönberg et Bruno Walter, entre autres. En 1941, Werfel est naturalisé américain et, conformément à son vœu, il écrit Le Chant de Bernadette. Publié en 1942, le roman remporte un immense succès aux États-Unis, il reste plus d'un an sur la liste des best-sellers du New York Times, occupant la première place durant 13 semaines. En 1943 le roman est adapté au cinéma par Henry King sous son titre initial, Le Chant de Bernadette. Le film connaît un immense succès et son interprète principale, la comédienne Jennifer Jones, reçoit l'Oscar de la meilleure actrice. Le film reçoit aussi l'Oscar de la meilleure musique de film, de la meilleure photographie et de la meilleure direction artistique ainsi que le premier Golden Globe du meilleur film.
Werfel meurt, en 1945, d'une attaque cardiaque, à l'âge de 54 ans, quelques jours après avoir achevé L'Étoile de ceux qui ne sont pas nés, son dernier roman.

## Œuvres (choix)

### Romans
- Verdi (1924)
- Le Passé ressuscité (Der Abiturientag, oder Die Geschichte einer Jugendschuld, 1928)
- Barbara ou la piété (Barbara oder die Frömmigkeit, 1929)
- Les Pascarella (Die Geschwister von Neapel, 1931)
- Les Quarante Jours du Musa Dagh (Die vierzig Tage des Musa Dagh, 1933)
- Le ciel dilapidé (Der veruntreute Himmel, 1939)
- Le Chant de Bernadette (Das Lied von Bernadette, 1941)
- Une écriture bleu pâle (Eine blaßblaue Frauenschrift, 1941)
- L'étoile de ceux qui ne sont pas nés (Der Stern der Ungeborenen, 1945)

### Recueil de nouvelles
- La Mort du petit-bourgeois (Der Tod des Kleinbürgers, 1927)

### Poésie
- Der Weltfreund (1911)
- Wir sind (1913)
- Gesänge aus den drei Reichen (1917)
- Der Gerichtstag (1919)
- Beschwörungen (1923)
- L'Ami du monde, traduit par Charles Baudouin, Paris, Stock (1924)
- Neue Gedichte (1928)

### Théâtre
- Spiegelmensch: Magische Trilogie (1920)
- Juarez and Maximilian (1925)
- Paul Among the Jews: A Tragedy (1926)
- Jacobowsky und der Oberst (1944)

### En collaboration
- Tu ne prendras point le nom de l’Éternel, ton Dieu, en vain dans Les Dix commandements : Récits sur la guerre de Hitler contre la loi morale, recueil de nouvelles de Thomas Mann, Bruno Frank, John Erskine, Rebecca West, Sigrid Undset, Franz Werfel, André Maurois, Jules Romains, Louis Bromfield et Hendrik Willem van Loon, Éditions de la Maison Française, New York, 1944, 524 p.[3]